# Teatre Yagüez
El Teatre Yagüez, també conegut com la «Catedral de l'art sonor» és un historic edifici de la ciutat de Mayagüez, Puerto Rico, actualment teatre d'art escènica. Està localitzat al carrer Candelaria (anteriorment carrer McKinley) i carrer Basora de Mayagüez. Està format per la sala «Lucy Boscana» i la «Cafeteria del teatre Roberto Cole».

## Història
La construcció del teatre va començar en 1907, sota la direcció de Francisco Maymón Palmer, fill d'emigrants italians qui, al seu torn, va ser una de les primeres figures a introduir el cinema a l'Illa. En 1909, es va inaugurar l'edifici original de fusta, el disseny va estar a càrrec dels germans Félix i Julio Medina. Maymón es va establir com un dels pioners de la indústria de cinema en l'illa de Puerto Rico, introduint aquesta forma nova d'Art Visual per mostrar pel·lícules mudes per totes les ciutats properes i esdevenint el distribuïdor exclusiu de «Nicholas Power Co.» una empresa amb seu a Nova York, dedicada a la projecció de pel·lícules per totes les illes caribenyes. Amb l'ajuda dels seus socis empresarials Jose Rahola i Fundador Vargas, va importar pel·lícules de l'empresa Path des d'Europa.

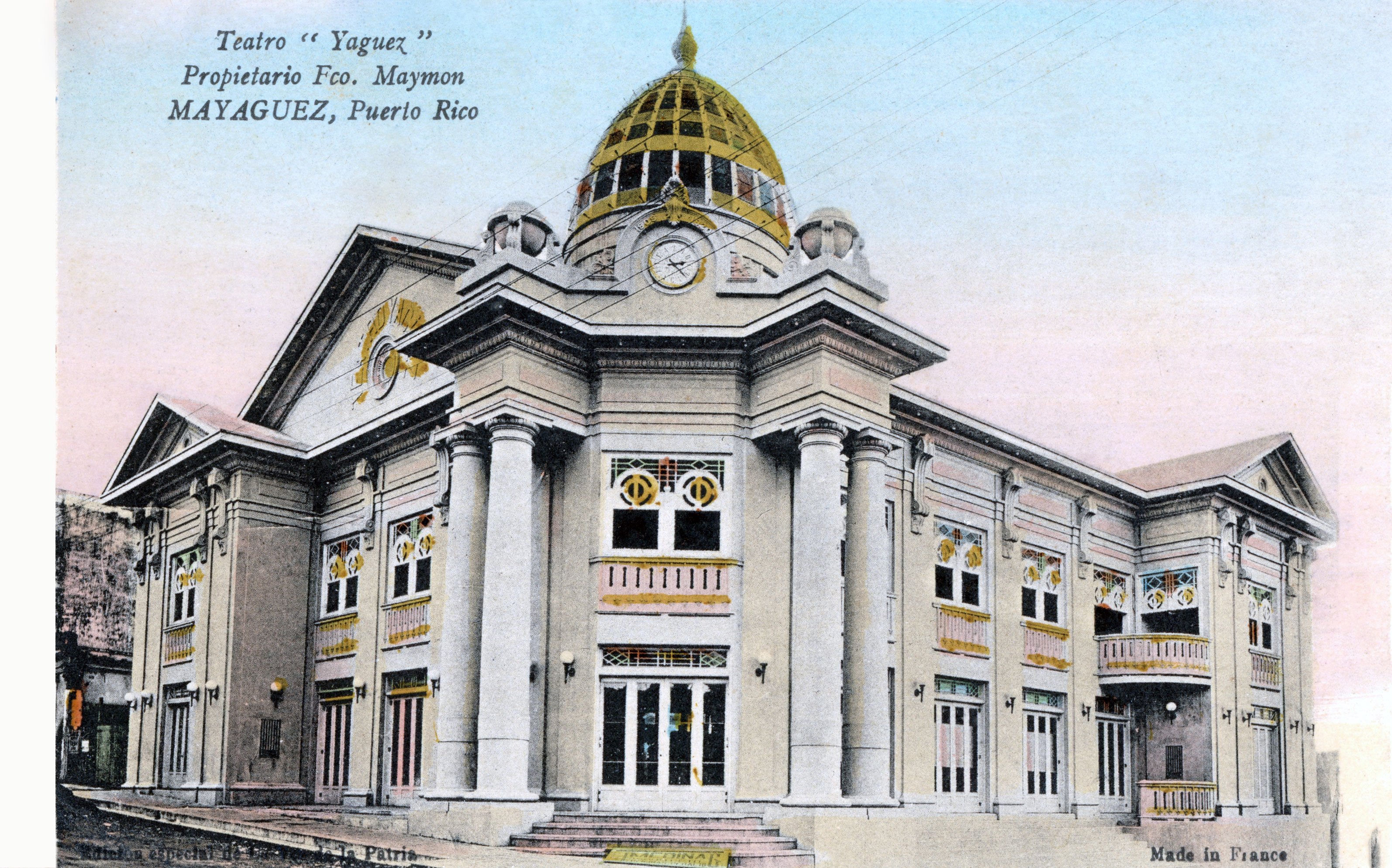
Teatre Yagüez, 1920

El 19 de juny de 1919, mentre s'exhibia la pel·lícula muda «La vestal del sol Inca», un foc va destruir el Teatre Yagüez on van morir algunes persones a causa de l'incendi. provocat per les pel·lícules de nitrocel·lulosa emmagatzemades en un armari dins el teatre, El Teatre Yagüez fou reconstruït per l'arquitecte de Mayagüez Sabás Honoré i l'enginyer Manuel Font i es va obrir novament el 21 de març de 1921.
El municipi va adquirir el Teatre Yagüez l'any 1980 i el va restaurar al seu disseny original el 1984. Va ser llistat en el Registre Nacional de Historic Llocs dels EUA el 1985.

## Descripció
L'estructura és de formigó amb una façana principal i un frontó que anuncia el nom de l'edifici. Té un pòrtic sobre el qual s'aixeca una cúpula apuntada que marca l'entrada. La planta rectangular de l'edifici inclou la taquilla, l'auditori de tres nivells en forma de ferradura, l'escenari, l'àrea de càrrega i la tramoia amb els camerinos. El pis de l'escenari està construït en taulons de fusta. Els llums i altres motius decoratius van ser importats des d'Espanya i Itàlia.